# Campofranco
Campofranco ist eine Stadt im Freien Gemeindekonsortium Caltanissetta in der Region Sizilien in Italien mit 2599 Einwohnern (Stand 31. Dezember 2023).

## Lage und Daten
Campofranco liegt 58 km westlich von Caltanissetta. Die Einwohner arbeiten hauptsächlich in der Landwirtschaft. Daneben wird in kleinen Betrieben Gips, Beton und Bitumen produziert.
Campofranco liegt an der Bahnstrecke Agrigent–Palermo.
Die Nachbargemeinden sind Aragona (AG), Casteltermini (AG), Grotte (AG), Milena und Sutera.

## Geschichte
Die Gemeinde wurde 1573 gegründet. 1812 wurde die Gemeinde selbständig.

## Sehenswürdigkeiten
- Pfarrkirche aus dem 16. Jahrhundert mit Kuppel von 1925
- Kapelle Santa Maria dell’Itria (1573)